# رالف فونسيكا
رالف فونسيكا (بالإنجليزية: Ralph Fonseca) هو سياسي بليزي، ولد في 1949. حزبياً، نشط في People's United Party ‏. وقد انتخب عضو مجلس نواب بليز وانتخب وزيرًا للداخلية.